# Deutonura arbeai
Deutonura arbeai is een springstaartensoort uit de familie van de Neanuridae. De wetenschappelijke naam van de soort is voor het eerst geldig gepubliceerd in 1995 door Lucianez & Simon.